# Hongkong E-Prix 2017
Der Hongkong E-Prix 2017 (offiziell: 2017 FIA Formula E HKT Hong Kong E-Prix) fand am 2. und 3. Dezember auf der Hong Kong Central Harbourfront Circuit in Hongkong statt und war das erste sowie das zweite Rennen der FIA-Formel-E-Meisterschaft 2017/18. Es handelte sich um den zweiten Hongkong E-Prix, es wurden jedoch erstmals im Rahmen der Veranstaltung zwei Rennen ausgetragen.

## Bericht

### Hintergrund
Im Vergleich zum Vorjahr wurde die Streckenführung leicht modifiziert, die aus Kurve drei und Kurve vier bestehende Schikane wurde enger gestaltet, die Fahrzeuge mussten an dieser Stelle somit langsamer fahren.
Audi Sport ABT Schaeffler ging bei diesem Rennen zum ersten Mal als Audi-Werksteam an den Start. Dragon Racing trat nach einer Saison mit einer technischen Kooperation mit Faraday Future nun wieder als reines Privatteam an.
Luca Filippi (NIO Formula E Team), Neel Jani (Dragon Racing), Kamui Kobayashi (Andretti Autosport), André Lotterer (Techeetah) und Edoardo Mortara (Venturi) debütierten bei diesem E-Prix in der FIA-Formel-E-Meisterschaft.
Nelson Piquet jr. (Jaguar) bestritt erstmals ein Rennen für sein neues Team; Alex Lynn (DS Virgin Racing) debütierte als Stammpilot.
Mit Sébastien Buemi trat ein ehemaliger Sieger zu diesem Rennen an.
Daniel Abt, Filippi und Kobayashi erhielten für das erste Rennen einen sogenannten FANBOOST, sie durften die Leistung ihres zweiten Fahrzeugs einmal auf bis zu 200 kW erhöhen und so bis zu 100 Kilojoule Energie zusätzlich verwenden. Für Abt war es der zehnte FANBOOST in seiner Karriere. Buemi und di Grassi blieben somit ohne FANBOOST, nachdem sie diesen zuvor 14 Mal in Folge erhalten hatten.
Für das zweite Rennen erhielten erneut Abt, Filippi und Kobayashi den FANBOOST.

### Renntag eins

#### Training
Im ersten freien Training fuhr Buemi in 1:03,310 Minuten die schnellste Rundenzeit vor Mitch Evans und Abt.
Im zweiten freien Training war Evans in 1:02,875 Minuten Schnellster vor Abt und di Grassi.

#### Qualifying
Das Qualifying begann um 12:00 Uhr und fand in vier Gruppen zu je fünf Fahrern statt, jede Gruppe hatte sechs Minuten Zeit, in der die Piloten maximal eine gezeitete Runde mit einer Leistung 170 kW und anschließend maximal eine gezeitete Runde mit einer Leistung von 200 kW fahren durften. Sam Bird war mit einer Rundenzeit von 1:03,276 Minuten Schnellster. Das Qualifying wurde nach einem Unfall von Prost unterbrochen, der nach einem Fahrfehler gegen die Streckenbegrenzung geprallt war. Dabei verfing sich ein Werbebanner an seinem Frontflügel, das er anschließend hinter sich herzog. Das Banner verfing sich anschließend am Frontflügel des hinter Prost fahrenden Jérôme D’Ambrosio. Auch Mortara prallte gegen die Streckenbegrenzung und konnte seine schnelle Runde nicht beenden.
Die fünf schnellsten Fahrer fuhren anschließend im Superpole genannten Einzelzeitfahren die ersten fünf Positionen aus. Jean-Éric Vergne sicherte sich mit einer Rundenzeit von 1:03,568 Minuten die Pole-Position und damit drei Punkte, trotz eines Drehers infolge eines Kontakts mit der Streckenbegrenzung auf den letzten Metern seiner Runde. Es war die fünfte Pole-Position für Vergne in der FIA-Formel-E-Meisterschaft. Die weiteren Positionen belegten Bird, Heidfeld, Abt und Felix Rosenqvist.
Jani wurde um zehn Positionen nach hinten versetzt, weil nach einem Unfall im ersten freien Training die Batterie gewechselt werden musste.

#### Rennen
Das Rennen ging über 43 Runden, die Mindestzeit für den Fahrzeugwechsel betrug 37 Sekunden.
Heidfeld überholte nach dem Start Bird auf der Außenseite und versuchte, auch an Vergne vorbeizugehen. Dabei fuhr ausgangs der ersten Kurve auf den schmutzigen Teil der Strecke und verlor in der Folge zwei Positionen an Bird und an Oliver Turvey, der von Startplatz sieben aus sehr gut gestartet war. In der Schikane aus Kurve drei und Kurve vier kam es im mittleren Teil des Feldes zu mehreren Berührungen. Unter anderem traf Piquet, der in Kurve vier ganz innen fuhr und die Streckenbegrenzung dort berührte, mit seinem linken Hinterrad die Front von Lotterers Fahrzeug. Diesem gelang es daher nicht, rechtzeitig einzulenken, so dass er gegen die dort auf der Außenseite der Kurve angebrachte TecPro-Barriere prallte und stehenblieb. Da sich unmittelbar hinter ihm Evans, Nicolas Prost, Mortara und Jani befanden, die anschließend weder vor noch zurück fahren konnten, entschied sich die Rennleitung, das Rennen mit der roten Flagge abzubrechen. Es war der erste Rennabbruch in der Geschichte der FIA-Formel-E-Meisterschaft.
Vergne führte zu diesem Zeitpunkt vor Bird, Turvey, Heidfeld, Abt, di Grassi, Buemi, António Félix da Costa, Jérôme D’Ambrosio und Maro Engel.
Der Restart erfolgte rund 30 Minuten hinter dem Safety Car, dabei kam es nicht zu Positionsverschiebungen. Gegen Lotterer wurde eine Fünf-Sekunden-Zeitstrafe ausgesprochen, weil die Mechaniker erst nach dem Drei-Minuten-Signal ein Kühlaggregat von seinem Fahrzeug entfernten.
Di Grassi griff Abt an, der sich jedoch verteidigte. Dabei berührten sich die Fahrzeuge. Dies nutzte Buemi, um aufzuschließen und seinerseits einen Angriff auf di Grassi zu starten. Auch di Grassi gelang es, den Angriff abzuwehren. Dabei kam es ebenfalls zu einer Berührung der Fahrzeuge. Wenige Meter hinter dem Positionskampf kam es zu einer Berührung zwischen Filippi und Rosenqvist. Rosenqvist drehte sich und fiel auf Platz 15 zurück, Filippi wurde für das Verursachen dieser Kollision mit einer Durchfahrtstrafe belegt. D’Ambrosio blieb mit technischen Problemen auf der Strecke stehen. Er verlor mehr als eine Runde, konnte nach einem Neustart seines Wagens aber weiterfahren.
An der Spitze setzten sich Bird und Vergne ab, Turvey hingegen konnte dem Tempo der beiden Piloten nicht folgen und hielt die Fahrer hinter sich auf. Heidfeld griff Turvey in der neunten Runde an, der verteidigte sich jedoch. Heidfeld verlor dabei soviel Schwung, dass unmittelbar darauf Abt an ihm vorbeiging. Auch dieser setzte Turvey unter Druck, aber es gelang ihm ebenfalls nicht, zu überholen.
In Runde 15 fuhr di Grassi wegen eines Aufhängungsschadens in Folge des Unfalls mit Abt an die Box. Da eine Reparatur nicht möglich war, entschied sich das Team zum Fahrzeugwechsel. Eine Runde später wurde auch Turvey deutlich langsamer, fuhr an die Box und wechselte sein Fahrzeug. Lotterer erhielt eine Durchfahrtstrafe, weil er die Schikane aus Kurve drei und Kurve vier ausgelassen hatte, ohne an dieser Stelle, wie vorgeschrieben, anzuhalten.
Bird hatte deutlich mehr Energiereserven als Vergne, der nun deutlich langsamer fuhr. In Runde 20 ging Bird dann vorbei und setzte sich direkt von Vergne ab, der anschließend, genau wie Rosenqvist, zum Fahrzeugwechsel in die Box ging. Eine Runde später wechselten auch Bird, Abt, Heidfeld, Lynn, Jani und Lotterer ihr Fahrzeug. Dabei verschätzte sich Bird und rutschte an der Einfahrt zu seinem Boxenzelt vorbei. Ein dort stehender Teammitarbeiter konnte sich nur durch einen Sprung in Sicherheit bringen. Da Bird anschließend nicht in das Zelt fuhr, sondern an dieser Stelle aus dem Auto stieg und ins Zelt zu seinem zweiten Rennwagen lief, sprach die Rennleitung wegen „Fahrzeugwechsels außerhalb der dem Fahrer zugewiesenen Box“ eine Durchfahrtstrafe gegen ihn aus. Zudem erhielt er eine Rückversetzung von zehn Startplätzen für das nächste Rennen, weil er Personen in der Boxengasse gefährdet hatte. Bei Abt gab es ein technisches Problem mit dem zweiten Fahrzeug, das sich zunächst nicht starten ließ. Abt überschritt die Mindestzeit für den Fahrzeugwechsel so um fast 20 Sekunden.
Eine weitere Runde später wechselten auch Buemi, Engel, Piquet, Prost, Filippi und Evans in ihren zweiten Rennwagen. Buemis Fahrzeug ging unmittelbar nach dem Fahrzeugwechsel aus, Buemi musste einen Neustart durchführen und verlor somit viele Plätze. Eine weitere Runde später kamen mit Félix da Costa, Mortara und Kobayashi die letzten Piloten zum Fahrzeugwechsel an die Box.
Nach den Fahrzeugwechseln führte Bird vor Vergne, Heidfeld, Engel, Piquet, Rosenqvist, Félix da Costa, Abt, Lynn und Mortara. Heidfeld setzte Vergne unter Druck und griff ihn an, Vergne verteidigte sich jedoch. Dadurch gelang es Bird, seinen Vorsprung so zu vergrößern, dass er nach der Durchfahrtstrafe unmittelbar vor Vergne und Heidfeld wieder auf die Strecke zurückkam. Da bei der Fahrt durch die Boxengasse auf dem Hong Kong Central Harbourfront Circuit ein deutlich kürzerer Weg zurückgelegt werden muss als auf der Strecke, bedeutete die Durchfahrtstrafe lediglich einen Zeitverlust von rund fünf Sekunden. Dies wurde nach dem Rennen von Vergne massiv kritisiert. Abt überholte unterdessen Félix da Costa.
Rosenqvist überholte in Runde 31 Piquet und griff anschließend Engel an, dabei kam es zu einer Berührung der Fahrzeuge. Beide konnten das Rennen jedoch fortsetzen. Heidfeld setzte Vergne weiterhin unter Druck, kam jedoch nicht vorbei. Wenige Runden vor dem Ende mussten die Fahrer, die ihr Fahrzeug früher gewechselt hatten, Energie sparen. So gelang es Piquet, Abt und Félix da Costa, Rosenqvist zu überholen. Mortara ging kurz vor dem Ziel noch an Lynn vorbei.
Bird gewann das Rennen vor Vergne und Heidfeld. Es war der sechste Sieg von Bird in der FIA-Formel-E-Meisterschaft. Vergne erzielte die zehnte und Heidfeld die achte Podestplatzierung in der Serie, Heidfeld wurde dabei zum achten Mal Dritter. Die restlichen Punkteplatzierungen belegten Piquet, Abt, Félix da Costa, Mortara, Lynn, Prost und Filippi.
Engel und Rosenqvist, die das Rennen auf den Positionen vier und acht beendet hatten, erhielten nachträglich eine Durchfahrtstrafe, die in eine 22-Sekunden-Zeitstrafe umgewandelt wurde. Sie hatten im Rennen mehr als die erlaubten 180 kW Energie verbraucht. Beide Piloten fielen daher auf die Positionen 13 und 14 zurück. Der Punkt für die schnellste Rennrunde der ersten Zehn ging somit an Abt. Dieser hatte nach D’Ambrosio und Rosenqvist die drittschnellste Runde erzielt, die aber beide nicht unter den ersten Zehn ins Ziel kamen.
Lotterer wurde nach dem Rennen disqualifiziert, weil er sein Fahrzeug entgegen den Regeln fahrbereit im Parc fermé abgestellt hatte.

### Renntag zwei

#### Training
Am zweiten Renntag fand nur ein freies Training statt. Buemi war mit einer Rundenzeit von 1:02,002 Minuten Schnellster vor Lynn und di Grassi.

#### Qualifying
Das Qualifying begann um 12:00 Uhr und fand in vier Gruppen zu je fünf Fahrern statt, jede Gruppe hatte sechs Minuten Zeit, in der die Piloten maximal eine gezeitete Runde mit einer Leistung 170 kW und anschließend maximal eine gezeitete Runde mit einer Leistung von 200 kW fahren durften. Evans war mit einer Rundenzeit von 1:02,577 Minuten Schnellster.
Die fünf schnellsten Fahrer fuhren anschließend im Superpole genannten Einzelzeitfahren die ersten fünf Positionen aus. Rosenqvist sicherte sich mit einer Rundenzeit von 1:02,836 Minuten die Pole-Position und damit drei Punkte. Die weiteren Positionen belegten Mortara, Bird, Abt und Evans, dessen Zeit wegen Nutzung von mehr als den maximal erlaubten 200 kW annulliert wurde. Es war Rosenqvists vierte Pole-Position in der FIA-Formel-E-Meisterschaft.

#### Rennen
Das Rennen ging über 45 Runden, die Renndistanz war somit um 3,72 km länger als am Vortag.
Der Start verzögerte sich, da die Startampel wegen eines technischen Defektes nicht aufleuchtete. Die Rennleitung entschied, das Rennen hinter dem Safety Car zu starten, das am Ende der ersten Runde wieder die Strecke verließ.
Rosenqvist verbremste sich vor der ersten Kurve, er drehte sich und musste mehrere Fahrer passieren lassen. Beim Versuch, sich wieder in das Feld einzufädeln, kam es zu einer Berührung mit dem Wagen von Piquet, beide konnten das Rennen jedoch fortsetzen. In Kurve zwei kam es im Kampf um den elften Platz zu einer Berührung von Rosenqvist und Filippi, dabei erlitt Filippi eine Beschädigung an der Radaufhängung. Mortara führte am Ende der zweiten Runde vor Abt, Evans, Lynn, Félix da Costa, Vergne, Turvey, Piquet, Prost und Bird.
In der vierten Runde überholte Félix da Costa Lynn und lag nun auf dem vierten Rang. In der gleichen Runde überholte Bird Prost im Kampf um Platz neun. In der fünften Runde blieb Heidfeld stehen. Es gelang ihm zwar, sein Fahrzeug neuzustarten, er fiel jedoch ans Ende des Feldes zurück.
Piquet griff in der siebten Runde Turvey an, verbremste sich dabei jedoch. Da sich auch der unmittelbar hinter ihm fahrende Bird verbremste, so dass der dahinter folgende Prost ausweichen musste, nutzte Rosenqvist die Gelegenheit und ging an Prost vorbei, er lag somit nun wieder in den Punkterängen. In der elften Runde fiel Piquet mit einem technischen Problem auf Platz 14 zurück. Eine Runde später überholte Rosenqvist auch Bird und lag nun auf dem achten Platz.
In der 14. Runde überholte di Grassi Prost. Rosenqvist schloss auf Turvey auf ung ging in der 17. Runde an ihm vorbei. An der Spitze waren die Positionen bezogen, Mortara führte mit drei Sekunden Vorsprung vor Abt, Evans lag weitere sieben Sekunden zurück.
In der 21. Runde fuhr Jani als erster Pilot zum planmäßigen Fahrzeugwechsel, eine Runde später folgte Buemi. In der 23. Runde fuhren bis auf Félix da Costa, Lynn und Di Grassi alle übrigen Fahrer an die Box; diese drei Piloten stoppten eine Runde später. Lynn ging dabei die Energie an seinem Fahrzeug fast aus, er musste am Ende der Runde langsamer fahren. Di Grassi blieb kurz vor der Boxeneinfahrt auf der Strecke stehen. Er startete sein Fahrzeug neu und fuhr weiter, verlor jedoch fas 30 Sekunden. Bei Evans und Félix da Costa gab es technische Probleme mit dem zweiten Fahrzeug, Evans verlor daher fünf Sekunden, Félix da Costa sogar zwanzig Sekunden.
Nach den Fahrzeugwechseln führte Mortara vor Abt, Rosenqvist, Evans, Lynn, Vergne, Bird, Turvey, Engel und Prost. Abt lag dabei 3,5 Sekunden hinter Mortara, Rosenqvist lag weitere zehn Sekunden zurück.
In der Folge fuhr Rosenqvist die schnellsten Rundenzeiten der ersten Zehn und verkürzte den Rückstand auf Abt bis zum Ziel auf fünf Sekunden. Positionsverschiebungen gab es nicht. In der 43. Runde drehte sich Mortara, er fiel auf den dritten Platz hinter Abt und Rosenqvist zurück. Lynn ging wenige Meter vor dem Ziel die Energie aus, er fiel von Rang fünf noch auf den zehnten Platz zurück. Auch Piquet wurde in der letzten Kurve wegen Energiemangels langsamer, der hinter ihm fahrende Lotterer musste ausweichen und schlug in die Streckenbegrenzung ein.
Abt überquerte die Ziellinie als Erster, wurde im Anschluss jedoch disqualifiziert, da es Unstimmigkeiten zwischen dem Wagenpass und den auf Motor und Wechselrichter angebrachten Strichcodes gab. Audi kündigte an, Berufung gegen das Urteil einzulegen, verzichtete dann jedoch auf diesen Schritt.
Rosenqvist gewann somit das Rennen vor Mortara und Evans. Es war der zweite Sieg für Rosenqvist in der FIA-Formel-E-Meisterschaft nach dem Berlin ePrix 2017. Für Mortara und Evans war es die jeweils erste Podestplatzierung ihrer Karriere. Zudem war es die erste Podestplatzierung eines Venturi-Piloten seit dem Long Beach ePrix 2016 und die erste eines Jaguar-Piloten überhaupt. Die restlichen Punkteplatzierungen belegten Vergne, Bird, Turvey, Engel, Prost, Lynn und Buemi. Der Punkt für die schnellste Rennrunde der ersten Zehn ging an Rosenqvist. Dieser hatte nach di Grassi, Piquet, Kobayashi und Heidfeld die fünftschnellste Runde erzielt, die aber alle nicht unter den ersten Zehn ins Ziel kamen. Rosenqvist war damit nach Buemi beim Beijing ePrix 2015 der zweite Fahrer, dem die optimale Punkteausbeute in einem Rennen gelang, indem er die Pole-Position erzielte, gewann und den Zusatzpunkt für die schnellste Rennrunde gewann. Im Gegensatz zu Buemi erhielt Rosenqvist statt 30 jedoch nur 29 Punkte, da es für die schnellste Rennrunde mittlerweile nur noch einen statt zwei Zusatzpunkte gab.
Bird behielt die Führung in der Gesamtwertung vor Vergne und Rosenqvist. In der Teamwertung führte DS Virgin vor Mahindra und Techeetah.

## Meldeliste
Alle Teams und Fahrer verwendeten Reifen von Michelin.
| Team                            | Fahrzeug             | Nr. | Fahrer                 |
| ------------------------------- | -------------------- | --- | ---------------------- |
| Renault e.dams                  | Renault Z.E.17       | 08  | Nicolas Prost          |
| Renault e.dams                  | Renault Z.E.17       | 09  | Sébastien Buemi        |
| Audi Sport ABT Schaeffler       | Audi e-tron FE04     | 01  | Lucas di Grassi        |
| Audi Sport ABT Schaeffler       | Audi e-tron FE04     | 66  | Daniel Abt             |
| Mahindra Racing Formula E Team  | Mahindra M4Electro   | 19  | Felix Rosenqvist       |
| Mahindra Racing Formula E Team  | Mahindra M4Electro   | 23  | Nick Heidfeld          |
| DS Virgin Racing Formula E Team | Virgin DSV-03        | 02  | Sam Bird               |
| DS Virgin Racing Formula E Team | Virgin DSV-03        | 36  | Alex Lynn              |
| Techeetah                       | Renault Z.E.17       | 18  | André Lotterer         |
| Techeetah                       | Renault Z.E.17       | 25  | Jean-Éric Vergne       |
| NIO Formula E Team              | NextEV NIO Sport 003 | 16  | Oliver Turvey          |
| NIO Formula E Team              | NextEV NIO Sport 003 | 68  | Luca Filippi           |
| Andretti Formula E              | Andretti ATEC-03     | 27  | Kamui Kobayashi        |
| Andretti Formula E              | Andretti ATEC-03     | 28  | António Félix da Costa |
| Dragon Racing                   | PENSKE EV-2          | 06  | Neel Jani              |
| Dragon Racing                   | PENSKE EV-2          | 07  | Jérôme D’Ambrosio      |
| Venturi Formula E Team          | Venturi VM200-FE-03  | 04  | Edoardo Mortara        |
| Venturi Formula E Team          | Venturi VM200-FE-03  | 05  | Maro Engel             |
| Panasonic Jaguar Racing         | Jaguar I-Type II     | 03  | Nelson Piquet jr.      |
| Panasonic Jaguar Racing         | Jaguar I-Type II     | 20  | Mitch Evans            |

## Klassifikationen

### Renntag eins

#### Qualifying
| Pos.                                                                   | Fahrer                 | Team                            | Zeit     | Superpole | Start |
| ---------------------------------------------------------------------- | ---------------------- | ------------------------------- | -------- | --------- | ----- |
| 01                                                                     | Jean-Éric Vergne       | Techeetah                       | 1:03,403 | 1:03,568  | 01    |
| 02                                                                     | Sam Bird               | DS Virgin Racing Formula E Team | 1:03,276 | 1:03,595  | 02    |
| 03                                                                     | Nick Heidfeld          | Mahindra Racing Formula E Team  | 1:03,350 | 1:03,597  | 03    |
| 04                                                                     | Daniel Abt             | Audi Sport ABT Schaeffler       | 1:03,561 | 1:03,724  | 04    |
| 05                                                                     | Felix Rosenqvist       | Mahindra Racing Formula E Team  | 1:03,466 | 1:04,718  | 05    |
| 06                                                                     | Lucas di Grassi        | Audi Sport ABT Schaeffler       | 1:03,773 | –         | 06    |
| 07                                                                     | Oliver Turvey          | NIO Formula E Team              | 1:03,881 | –         | 07    |
| 08                                                                     | António Félix da Costa | Andretti Formula E              | 1:03,914 | –         | 08    |
| 09                                                                     | Sébastien Buemi        | Renault e.dams                  | 1:03,966 | –         | 09    |
| 10                                                                     | Nelson Piquet jr.      | Panasonic Jaguar Racing         | 1:03,993 | –         | 10    |
| 11                                                                     | Jérôme D’Ambrosio      | Dragon Racing                   | 1:04,405 | –         | 11    |
| 12                                                                     | André Lotterer         | Techeetah                       | 1:04,423 | –         | 12    |
| 13                                                                     | Kamui Kobayashi        | Andretti Formula E              | 1:04,806 | –         | 13    |
| 14                                                                     | Maro Engel             | Venturi Formula E Team          | 1:04,907 | –         | 14    |
| 15                                                                     | Luca Filippi           | NIO Formula E Team              | 1:05,450 | –         | 15    |
| 16                                                                     | Alex Lynn              | DS Virgin Racing Formula E Team | 1:05,544 | –         | 16    |
| 17                                                                     | Neel Jani              | Dragon Racing                   | 1:05,615 | –         | 20    |
| 18                                                                     | Nicolas Prost          | Renault e.dams                  | 1:07,745 | –         | 17    |
| 110-Prozent-Zeit: 1:09,743 min (bezogen auf Bestzeit von 1:03,403 min) |                        |                                 |          |           |       |
| 19                                                                     | Edoardo Mortara        | Venturi Formula E Team          | 1:12,730 | –         | 18    |
| 20                                                                     | Mitch Evans            | Panasonic Jaguar Racing         | 1:19,616 | –         | 19    |

Anmerkungen
1. ↑  Jani wurde wegen eines Batteriewechsels um zehn Startplätze nach hinten versetzt.
2. ↑  Obwohl er sich nicht qualifiziert hatte, durfte Mortara starten, da er im freien Training ausreichend schnell gewesen war.
3. ↑  Obwohl er sich nicht qualifiziert hatte, durfte Evans starten, da er im freien Training ausreichend schnell gewesen war.

#### Rennen
| Pos. | Fahrer                 | Team                            | Runden | Zeit        | Start | Schnellste Runde |
| ---- | ---------------------- | ------------------------------- | ------ | ----------- | ----- | ---------------- |
| 01   | Sam Bird               | DS Virgin Racing Formula E Team | 43     | 1:17:10,486 | 02    | 1:04,639 (29.)   |
| 02   | Jean-Éric Vergne       | Techeetah                       | 43     | + 11,575    | 01    | 1:04,751 (15.)   |
| 03   | Nick Heidfeld          | Mahindra Racing Formula E Team  | 43     | + 12,465    | 03    | 1:04,840 (26.)   |
| 04   | Nelson Piquet jr.      | Panasonic Jaguar Racing         | 43     | + 15,324    | 10    | 1:04,989 (21.)   |
| 05   | Daniel Abt             | Audi Sport ABT Schaeffler       | 43     | + 17,205    | 04    | 1:04,320 (27.)   |
| 06   | António Félix da Costa | Andretti Formula E              | 43     | + 18,083    | 08    | 1:04,761 (27.)   |
| 07   | Edoardo Mortara        | Venturi Formula E Team          | 43     | + 19,797    | 18    | 1:04,671 (38.)   |
| 08   | Alex Lynn              | DS Virgin Racing Formula E Team | 43     | + 20,904    | 16    | 1:04,838 (33.)   |
| 09   | Nicolas Prost          | Renault e.dams                  | 43     | + 24,785    | 17    | 1:04,610 (27.)   |
| 10   | Luca Filippi           | NIO Formula E Team              | 43     | + 25,500    | 15    | 1:04,609 (28.)   |
| 11   | Sébastien Buemi        | Renault e.dams                  | 43     | + 26,202    | 09    | 1:04,765 (35.)   |
| 12   | Mitch Evans            | Panasonic Jaguar Racing         | 43     | + 34,871    | 19    | 1:04,788 (38.)   |
| 13   | Maro Engel             | Venturi Formula E Team          | 43     | + 35,752    | 14    | 1:05,078 (27.)   |
| 14   | Felix Rosenqvist       | Mahindra Racing Formula E Team  | 43     | + 41,174    | 05    | 1:04,302 (14.)   |
| 15   | Kamui Kobayashi        | Andretti Formula E              | 43     | + 48,422    | 13    | 1:04,762 (39.)   |
| 16   | Oliver Turvey          | NIO Formula E Team              | 42     | + 1 Runde   | 07    | 1:05,427 (14.)   |
| 17   | Lucas di Grassi        | Audi Sport ABT Schaeffler       | 42     | + 1 Runde   | 06    | 1:05,056 (09.)   |
| 18   | Neel Jani              | Dragon Racing                   | 42     | + 1 Runde   | 20    | 1:06,398 (07.)   |
| —    | Jérôme D’Ambrosio      | Dragon Racing                   | 34     | + 9 Runden  | 11    | 1:04,297 (28.)   |
| —    | André Lotterer         | Techeetah                       | 43     | DSQ         | 12    | 1:04,967 (27.)   |

Anmerkungen
1. ↑  Engel erhielt eine Durchfahrtstrafe, die nachträglich in eine 22-Sekunden-Strafe umgewandelt wurde, weil er mehr als die erlaubten 180 kW Energie verbraucht hatte.
2. ↑  Rosenqvist erhielt eine Durchfahrtstrafe, die nachträglich in eine 22-Sekunden-Strafe umgewandelt wurde, weil er mehr als die erlaubten 180 kW Energie verbraucht hatte.
3. ↑  Lotterer erhielt eine Durchfahrtstrafe, die nachträglich in eine 22-Sekunden-Strafe umgewandelt wurde, weil er eine Schikane ausgelassen hatte, ohne an dieser Stelle anzuhalten.
4. ↑  Lotterer wurde disqualifiziert, weil er sein Fahrzeug regelwidrig fahrbereit im Parc fermé abgestellt hatte.

### Renntag zwei

#### Qualifying
| Pos.                                                                   | Fahrer                 | Team                            | Zeit     | Superpole  | Start |
| ---------------------------------------------------------------------- | ---------------------- | ------------------------------- | -------- | ---------- | ----- |
| 01                                                                     | Felix Rosenqvist       | Mahindra Racing Formula E Team  | 1:02,878 | 1:02,836   | 01    |
| 02                                                                     | Edoardo Mortara        | Venturi Formula E Team          | 1:02,870 | 1:03,108   | 02    |
| 03                                                                     | Sam Bird               | DS Virgin Racing Formula E Team | 1:02,897 | 1:03,109   | 13    |
| 04                                                                     | Daniel Abt             | Audi Sport ABT Schaeffler       | 1:02,703 | 1:03,715   | 03    |
| 05                                                                     | Mitch Evans            | Panasonic Jaguar Racing         | 1:02,577 | keine Zeit | 04    |
| 06                                                                     | Alex Lynn              | DS Virgin Racing Formula E Team | 1:02,929 | –          | 05    |
| 07                                                                     | António Félix da Costa | Andretti Formula E              | 1:02,979 | –          | 06    |
| 08                                                                     | Jean-Éric Vergne       | Techeetah                       | 1:02,982 | –          | 07    |
| 09                                                                     | Oliver Turvey          | NIO Formula E Team              | 1:03,092 | –          | 08    |
| 10                                                                     | Luca Filippi           | NIO Formula E Team              | 1:03,210 | –          | 09    |
| 11                                                                     | Nick Heidfeld          | Mahindra Racing Formula E Team  | 1:03,276 | –          | 10    |
| 12                                                                     | Nelson Piquet jr.      | Panasonic Jaguar Racing         | 1:03,310 | –          | 11    |
| 13                                                                     | Lucas di Grassi        | Audi Sport ABT Schaeffler       | 1:03,346 | –          | 12    |
| 14                                                                     | Nicolas Prost          | Renault e.dams                  | 1:03,418 | –          | 14    |
| 15                                                                     | Maro Engel             | Venturi Formula E Team          | 1:03,446 | –          | 15    |
| 16                                                                     | Kamui Kobayashi        | Andretti Formula E              | 1:03,473 | –          | 16    |
| 17                                                                     | André Lotterer         | Techeetah                       | 1:03,845 | –          | 17    |
| 18                                                                     | Jérôme D’Ambrosio      | Dragon Racing                   | 1:03,849 | –          | 18    |
| 19                                                                     | Neel Jani              | Dragon Racing                   | 1:04,612 | –          | 19    |
| 20                                                                     | Sébastien Buemi        | Renault e.dams                  | 1:05,346 | –          | 20    |
| 110-Prozent-Zeit: 1:08,835 min (bezogen auf Bestzeit von 1:02,577 min) |                        |                                 |          |            |       |

Anmerkungen
1. ↑  Bird wurde wegen gefährlichen Fahrens in der Boxengasse um zehn Startplätze nach hinten versetzt.
2. ↑  Evans Zeit aus der Superpole wurde gestrichen, da er mehr als die erlaubten 200 kW Energie verbraucht hatte.

#### Rennen
| Pos. | Fahrer                 | Team                            | Runden | Zeit       | Start | Schnellste Runde |
| ---- | ---------------------- | ------------------------------- | ------ | ---------- | ----- | ---------------- |
| 01   | Felix Rosenqvist       | Mahindra Racing Formula E Team  | 45     | 50:05,084  | 01    | 1:04,299 (28.)   |
| 02   | Edoardo Mortara        | Venturi Formula E Team          | 45     | + 7,031    | 02    | 1:04,309 (41.)   |
| 03   | Mitch Evans            | Panasonic Jaguar Racing         | 45     | + 10,619   | 04    | 1:04,863 (35.)   |
| 04   | Jean-Éric Vergne       | Techeetah                       | 45     | + 12,593   | 07    | 1:04,606 (28.)   |
| 05   | Sam Bird               | DS Virgin Racing Formula E Team | 45     | + 12,879   | 13    | 1:04,758 (32.)   |
| 06   | Oliver Turvey          | NIO Formula E Team              | 45     | + 14,199   | 08    | 1:04,727 (32.)   |
| 07   | Maro Engel             | Venturi Formula E Team          | 45     | + 15,676   | 15    | 1:04,884 (29.)   |
| 08   | Nicolas Prost          | Renault e.dams                  | 45     | + 18,905   | 14    | 1:04,935 (42.)   |
| 09   | Alex Lynn              | DS Virgin Racing Formula E Team | 45     | + 19,025   | 05    | 1:04,489 (31.)   |
| 10   | Sébastien Buemi        | Renault e.dams                  | 45     | + 22,139   | 20    | 1:04,766 (10.)   |
| 11   | António Félix da Costa | Andretti Formula E              | 45     | + 23,359   | 06    | 1:04,314 (37.)   |
| 12   | Nelson Piquet jr.      | Panasonic Jaguar Racing         | 45     | + 27,904   | 11    | 1:04,088 (41.)   |
| 13   | André Lotterer         | Techeetah                       | 45     | + 28,591   | 17    | 1:04,748 (34.)   |
| 14   | Lucas di Grassi        | Audi Sport ABT Schaeffler       | 45     | + 39,137   | 12    | 1:03,928 (27.)   |
| 15   | Jérôme D’Ambrosio      | Dragon Racing                   | 45     | + 55,189   | 18    | 1:05,290 (30.)   |
| 16   | Nick Heidfeld          | Mahindra Racing Formula E Team  | 44     | + 1 Runde  | 10    | 1:04,198 (34.)   |
| 17   | Kamui Kobayashi        | Andretti Formula E              | 44     | + 1 Runde  | 16    | 1:04,099 (35.)   |
| 18   | Neel Jani              | Dragon Racing                   | 44     | + 1 Runde  | 19    | 1:05,655 (06.)   |
| —    | Luca Filippi           | NIO Formula E Team              | 36     | + 9 Runden | 09    | 1:04,409 (31.)   |
| —    | Daniel Abt             | Audi Sport ABT Schaeffler       | 45     | DSQ        | 03    | 1:04,501 (35.)   |

Anmerkungen
1. ↑  Abt wurde disqualifiziert, da es Unstimmigkeiten zwischen dem Wagenpass und den auf Motor und Wechselrichter angebrachten Strichcodes gab.

## Meisterschaftsstände nach den Rennen
Die ersten zehn der beiden Rennen bekamen 25, 18, 15, 12, 10, 8, 6, 4, 2 bzw. 1 Punkt(e). Zusätzlich gab es drei Punkte für die Pole-Position und einen Punkt für den Fahrer unter den ersten Zehn, der die schnellste Rennrunde erzielte.

### Fahrerwertung
| Pos. | Fahrer                 | Team                            | Punkte |
| ---- | ---------------------- | ------------------------------- | ------ |
| 01   | Sam Bird               | DS Virgin Racing Formula E Team | 35     |
| 02   | Jean-Éric Vergne       | Techeetah                       | 33     |
| 03   | Felix Rosenqvist       | Mahindra Racing Formula E Team  | 29     |
| 04   | Edoardo Mortara        | Venturi Formula E Team          | 24     |
| 05   | Mitch Evans            | Panasonic Jaguar Racing         | 15     |
| 06   | Nick Heidfeld          | Mahindra Racing Formula E Team  | 15     |
| 07   | Nelson Piquet jr.      | Panasonic Jaguar Racing         | 12     |
| 08   | Daniel Abt             | Audi Sport ABT Schaeffler       | 11     |
| 09   | António Félix da Costa | Andretti Formula E              | 8      |
| 10   | Oliver Turvey          | NIO Formula E Team              | 8      |

| Pos. | Fahrer            | Team                            | Punkte |
| ---- | ----------------- | ------------------------------- | ------ |
| 11   | Maro Engel        | Venturi Formula E Team          | 6      |
| 12   | Alex Lynn         | DS Virgin Racing Formula E Team | 6      |
| 13   | Nicolas Prost     | Renault e.dams                  | 6      |
| 14   | Sébastien Buemi   | Renault e.dams                  | 1      |
| 15   | Luca Filippi      | NIO Formula E Team              | 1      |
| 16   | André Lotterer    | Techeetah                       | 0      |
| 17   | Lucas di Grassi   | Audi Sport ABT Schaeffler       | 0      |
| 18   | Kamui Kobayashi   | Andretti Formula E              | 0      |
| 19   | Jérôme D’Ambrosio | Dragon Racing                   | 0      |
| 20   | Neel Jani         | Dragon Racing                   | 0      |

### Teamwertung
| Pos. | Team                            | Punkte |
| ---- | ------------------------------- | ------ |
| 01   | Mahindra Racing Formula E Team  | 44     |
| 02   | DS Virgin Racing Formula E Team | 41     |
| 03   | Techeetah                       | 33     |
| 04   | Venturi Formula E Team          | 30     |
| 05   | Panasonic Jaguar Racing         | 27     |

| Pos. | Team                      | Punkte |
| ---- | ------------------------- | ------ |
| 06   | Audi Sport ABT Schaeffler | 11     |
| 07   | NIO Formula E Team        | 9      |
| 08   | Andretti Formula E        | 8      |
| 09   | Renault e.dams            | 7      |
| 10   | Dragon Racing             | 0      |